# كارل فوكس
كارل فوكس (بالألمانية: Karl Fuchs) هو سياسي ألماني، ولد في 11 سبتمبر 1920 في ألمانيا، وتوفي بنفس المكان في 31 مارس 1989. حزبياً، نشط في الاتحاد الاجتماعي المسيحي. في انتخابات البرلمان الأوروبي 1979، انتخب عضو في البرلمان الأوروبي عن دائرة ألمانيا لترشحه ضمن قائمة الاتحاد الاجتماعي المسيحي، وقد انضم خلال فترته النيابية (17 يوليو 1979 – 23 يوليو 1984) للكتلة البرلمانية الكتلة البرلمانية لحزب الشعب الأوروبي وانتخب عضو مجلس الشورى الموحد لبافاريا وانتخب عضو في البوندستاغ الألماني خلال فترته النيابية ‏ (20 أكتوبر 1969 – 22 سبتمبر 1972).